# Yao Youxin
Yao Youxin (chinois : 姚有信 ; né en 1935 et mort en 1996 ou 1997) est un peintre chinois.

## Biographie
Yao Youxin arrive à Shanghai en 1952 et devient artiste. Auteur de nombreux portraits, il étudie auprès de Cheng Shifa (1921-2007), peintre renommé, professeur et illustrateur comme lui. Yao Youxin suit son mentor quand ce dernier prend la direction de la section illustration et bande dessinée de Shanghai People Art Press en 1954, et ses illustrations font aujourd'hui sa renommée.

### Collections publiques
- Musée Afro-Américain de Californie: Portrait de Tom Bradley (1917-1998), maire de Los Angeles